# Modus operandi
Modus operandi (procedendi) je latinská fráze znamenající ať už chtěný či nechtěný, avšak vždy typický styl a postup nějaké činnosti, práce.
Nejen v negativním (pro pachatele), ale i pozitivním (pro vyšetřovatele, státní zástupce, soudce a slušnější členy společnosti) smyslu se například jedná o charakteristickou/typickou posloupnost činů v kriminální činnosti pachatele/ů, což v kriminalistice napomáhá odhalení pachatelů na základě jejich typických vzorců chování, zvyků a vlastností. 